# Gaurax pseudostigma
Gaurax pseudostigma is een vliegensoort uit de familie van de halmvliegen (Chloropidae). De wetenschappelijke naam van de soort is voor het eerst geldig gepubliceerd in 1913 door Johnson.